# Porsche 930
La Porsche 930 è un'autovettura sportiva, prodotta dalla casa automobilistica tedesca Porsche dal 1974 al 1989, come evoluzione della Porsche 911.
Presentata nell'ottobre 1974, quando è  stata introdotta sul mercato, era l'auto sportiva tedesca più veloce prodotta in serie. La 930 fu la prima vettura di serie in cui Porsche installò un turbocompressore, nonché tra le prime vetture sportive ad alte prestazioni in assoluto ad adottare tale soluzione tecnica. Modello di punta della Porsche, inizialmente venne offerto solo come coupé, per poi dal 1987 anche nelle versioni Targa e Cabriolet.
Dalla 930 vennero derivate le Porsche 934 e Porsche 935, che furono utilizzate nelle categorie dei gruppi 4 e 5 nel Campionato del mondo sportprototipi e nel Deutsche Rennsport-Meisterschaft.

## Profilo e contesto

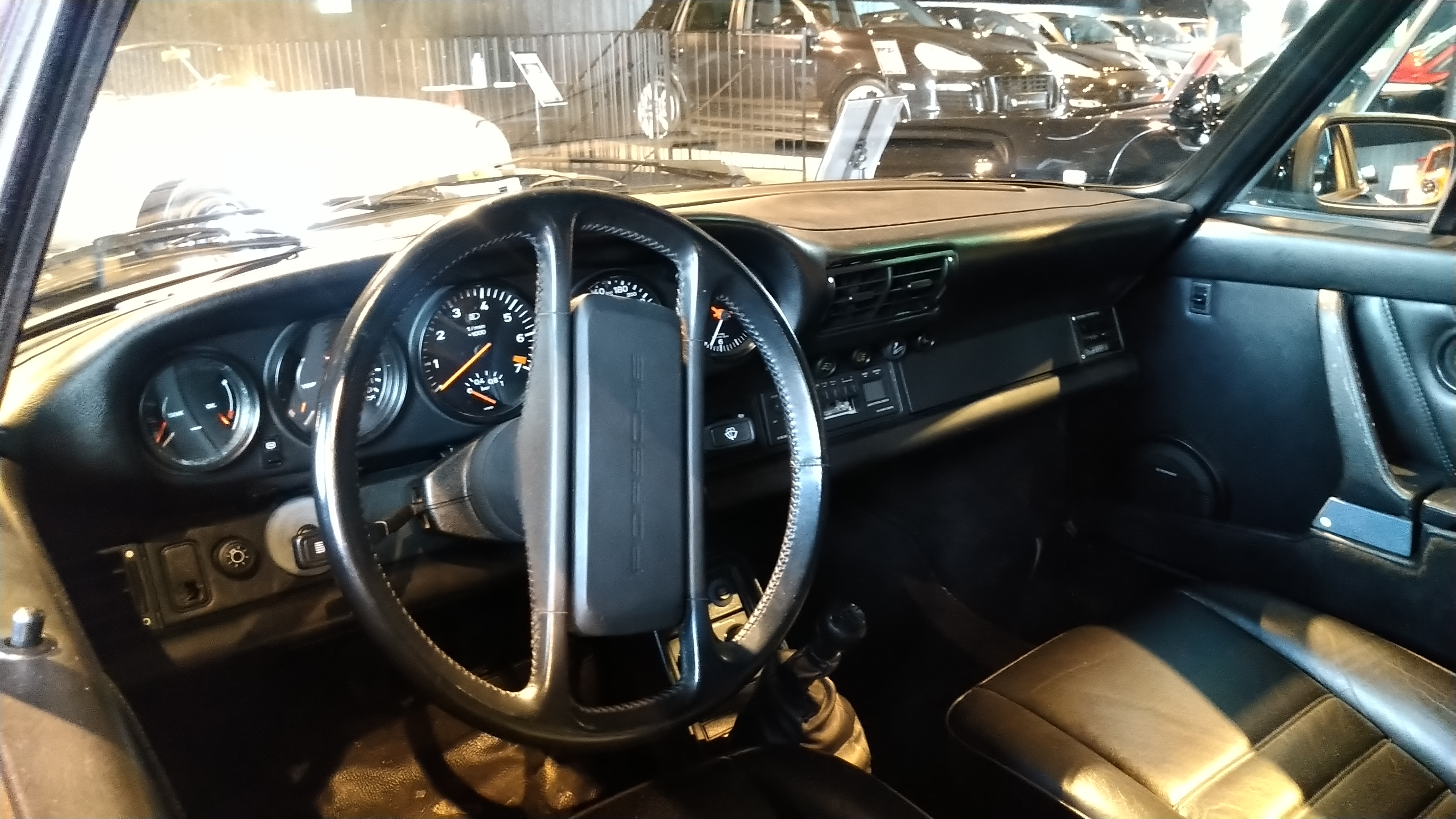
Interni

Porsche iniziò a sperimentare e ad adottare sui suoi motori il turbocompressore, inizialmente sulle auto da corsa alla fine degli anni '60 per poi nel 1972 iniziare lo sviluppo di una versione turbo della 911. Porsche originariamente aveva intenzione di produrre una versione da competizione della 911, per conformarsi alle normative di omologazione FIA dell'epoca e aveva intenzione di realizzarla sulla base della Carrera 2.7 RS del 1973. Nel 1975 e nel 1976, la FIA annunciò delle modifiche regolamentari per le vetture del Gruppo 4 e del Gruppo 5, che dovevano essere direttamente derivate da auto di serie ed essere disponibili per la vendita a privati attraverso le reti dei concessionari dei produttori. 

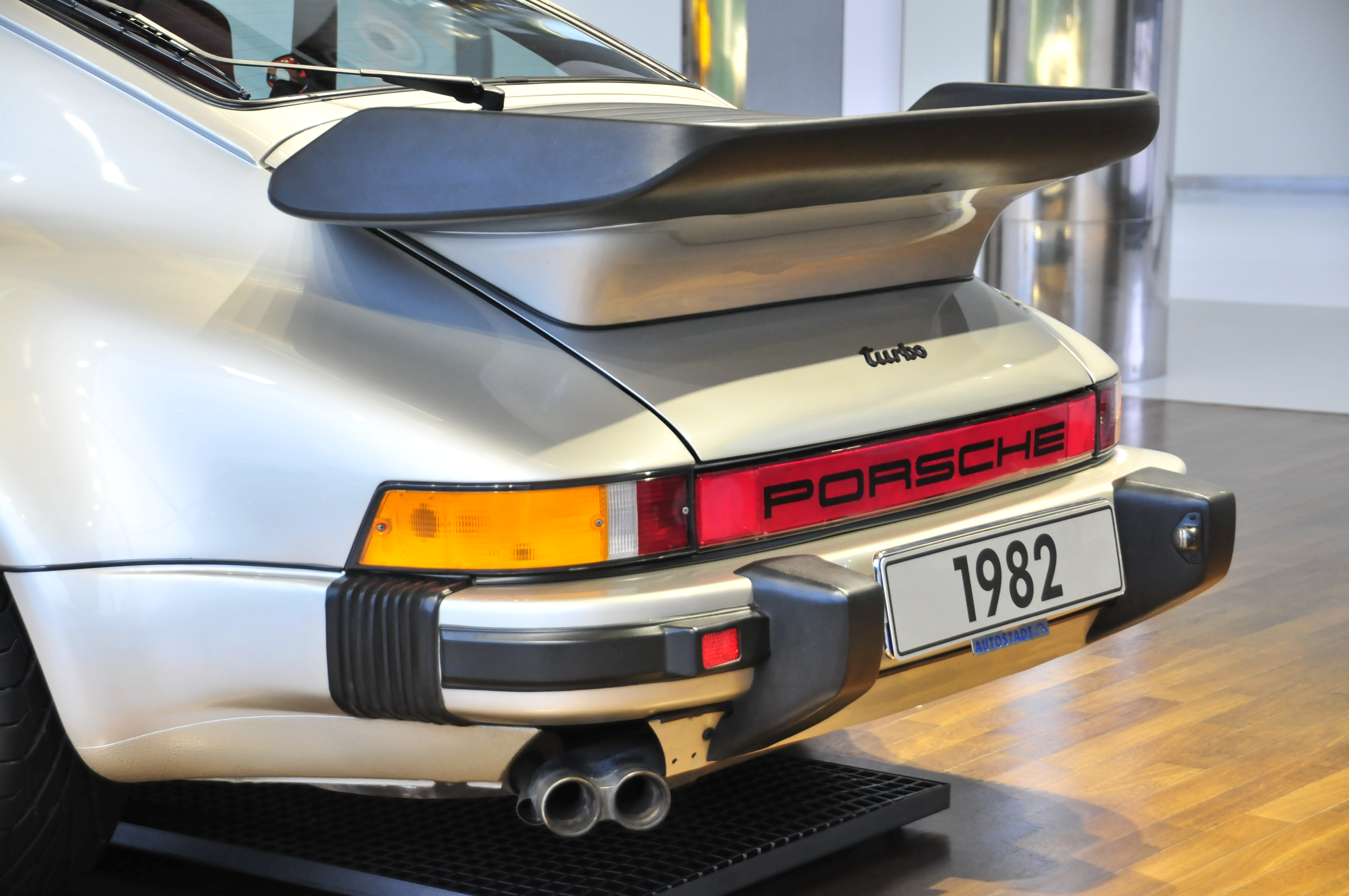
Dettaglio dell'alettone

Inoltre i nuovi regolamenti FIA richiedevano ai costruttori di produrre almeno 400 esemplari entro un tempo utile di massimo ventiquattro mesi per ottenere omologazione alle corse. Per tale scopo la Porsche ideò la 930, per ottenere l'omologazione per la stagione agonistica del 1976. Grazie all'omologazione della 930 stradale, per il Gruppo 5 Porsche poté sviluppare e omologare le Porsche 934 e 935.

## Descrizione e tecnica

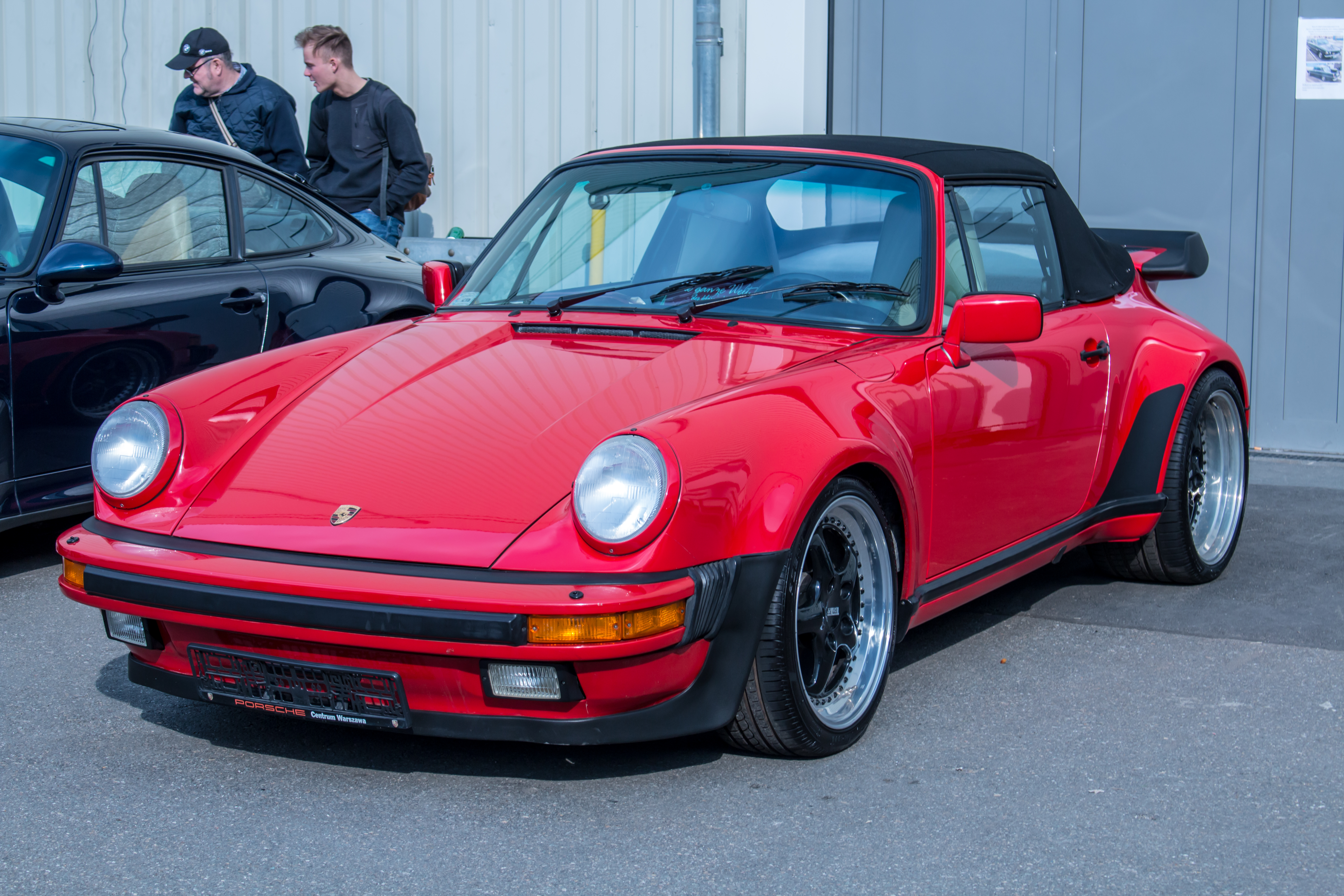
930 Cabriolet

Il veicolo venne presentato al Salone di Parigi nell'ottobre 1974 per poi essere commercializzato nella primavera del 1975; l'esportazione negli Stati Uniti iniziò nel 1976. Porsche rinominò la vettura semplicemente come "Turbo", sebbene le prime unità esportate negli USA fossero contrassegnate come "Turbo Carrera".
Dietro lo sviluppo della 930 c'era l'ingegnere e progettista Ernst Fuhrmann, che prese e adottò lo stesso sistema di sovralimentazione mediante turbocompressore originariamente sviluppato e utilizzato per la Porsche 917/30 CAN-AM, applicandolo al sei cilindri boxer da 3,0 litri utilizzato sulla Carrera RS 3.0 usando un'unica turbina fornita dalla KKK, creando così la 930.

### 930 Turbo 3,0 (1974-1977)

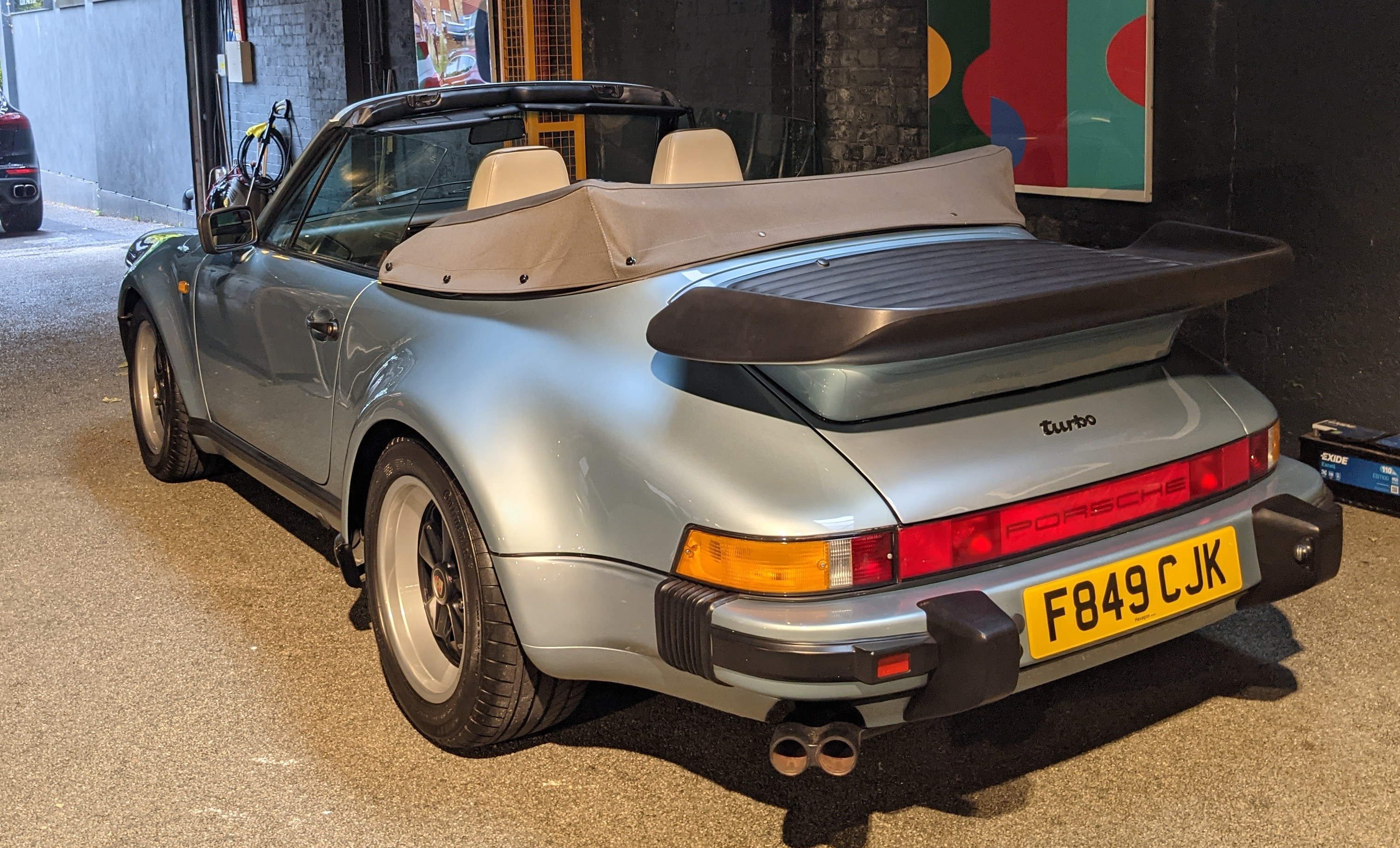
930 Cabriolet

La potenza totale del motore era di 260 CV a 5500 giri/min e 329 Nm di coppia a 4000 giri/min, molti di più della Carrera standard da cui derivava. Il motore aveva un rapporto di compressione di 6,5:1. Al fine di scaricare a terra la maggiore potenza, le sospensioni vennero riviste, i freni maggiorati e il cambio a quattro velocità rinforzato. Inoltre venne installato un alettone posteriore a "coda di balena" per aiutare a convogliare maggiormente l'aria al motore e al contempo per generare più carico aerodinamico sull'asse posteriore; in più furono allargati i passaruota per aumentare la stabilità e per potervi alloggiare pneumatici più larghi con misure all'avantreno da 185/70 VR-15 su cerchi 7J× 15 e al retrotreno da 215/60 VR-15 su cerchi 8J×15; su richiesta erano disponibili gomme maggiorate da 205/50 VR 15 all'anteriore e 225/50 VR 15 al posteriore. L'auto impiegava 5,5 secondi per accelerare da 0 a 100 km/h.

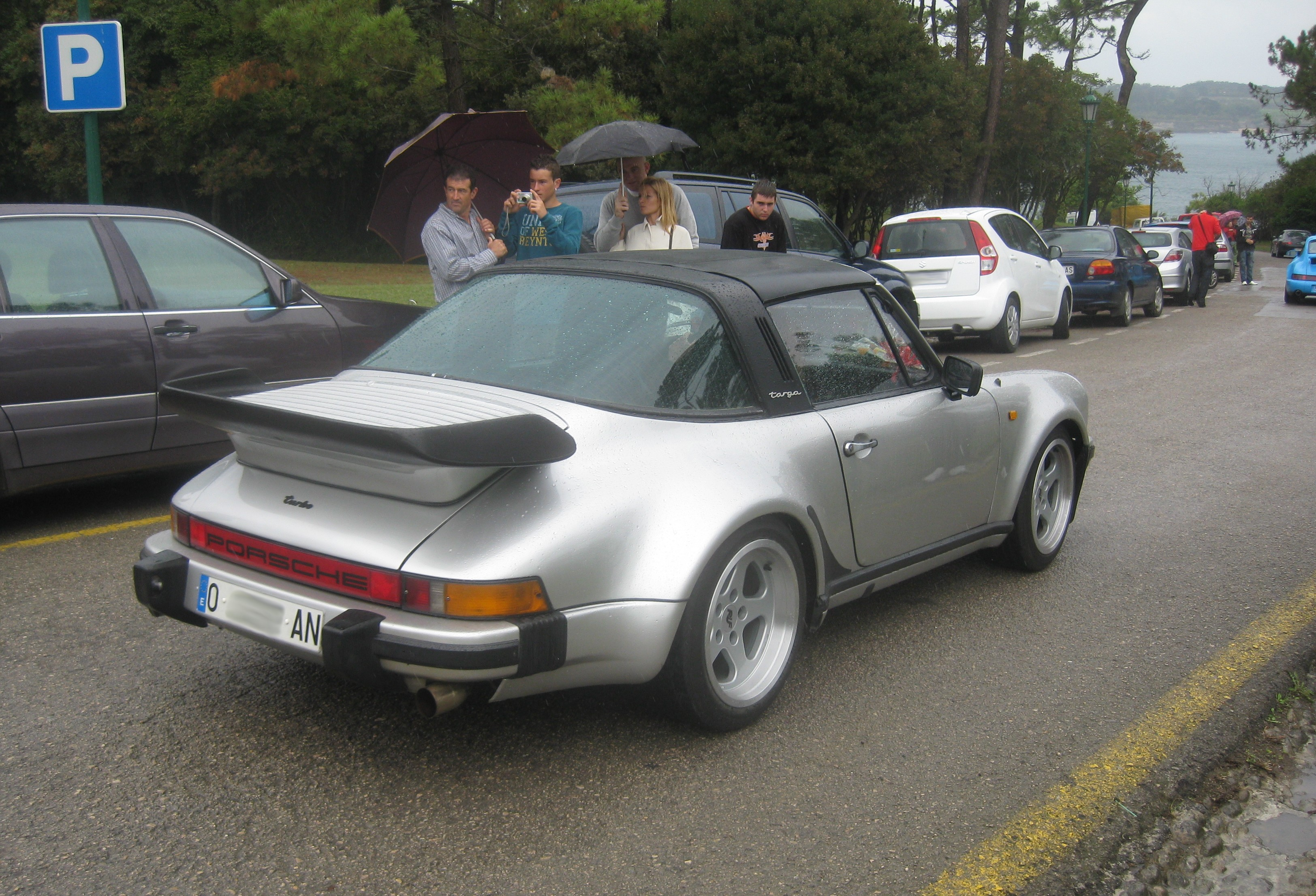
930 Targa

Frontalmente era identica alle altre versioni, ma a distinguerla dalle comuni 911 c'erano solo i lavafari che erano standard per questa versione.

### 930 Turbo 3,3 (1978-1989)
Porsche apportò le prime e più significative modifiche alla 930 nel 1978, aumentando l'alesaggio del motore di 2 mm, ottenendo una cilindrata totale di 3299 cm³ (3,3 litri) e aggiungendo un intercooler aria-aria sopra il motore.
Grazie all'intercooler la potenza toccò i 300 CV a 5500 giri/min e 412 Nm di coppia a 4000 giri/min. Fu inoltre la prima vettura di produzione in serie stradale ad adottare l'intercooler. Vennero montate gomme maggiorate da 225/50 VR16 all'avantreno e 245/45 VR16 al retrotreno.
Lo spoiler posteriore a "coda di balena" venne riprofilato e leggermente rialzato per fare spazio all'intercooler, che trovava posto sopra il motore. Le sospensioni beneficiarono di nuove barre antirollio, ammortizzatori più rigidi, barre di torsione posteriori dal diametro maggiore e freni aggiornati simili a quelli utilizzati sulla Porsche 917.

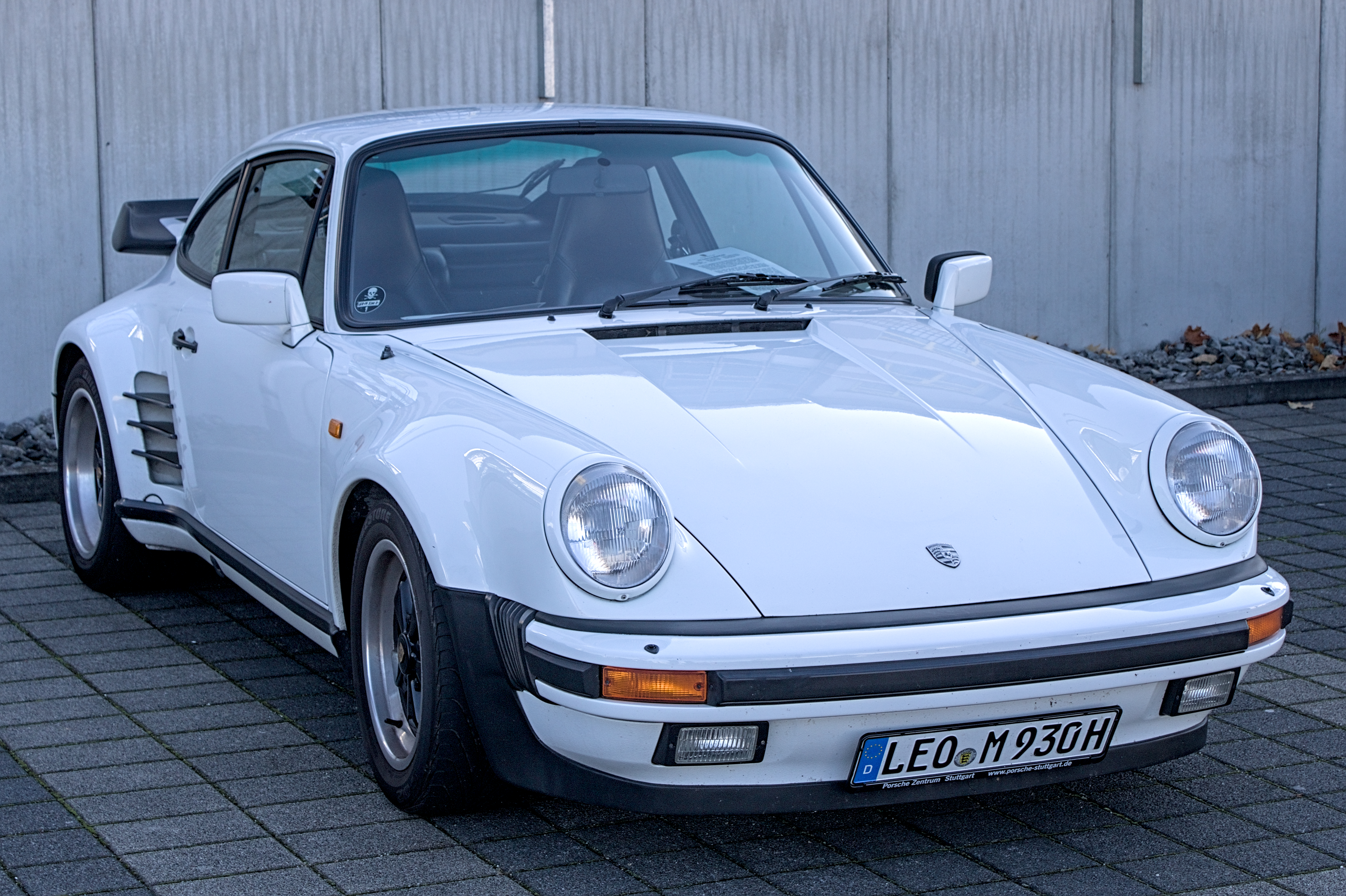
930 Turbo 3,3 litri

A seguito delle modifiche sulle normative delle emissioni antinquinamento in Giappone e negli Stati Uniti, Porsche fu costretta a sospendere la vendita della 930 da quei mercati nel 1980.
La 930 rimase disponibile in Europa e nel 1983 ottenne ulteriori miglioramenti: la potenza arrivò a 330 CV a 5750 giri/min e 432 Nm a 4000 giri/min; giunsero inoltre un sistema di scarico a quattro uscite, un radiatore dell'olio aggiuntivo all'anteriore insieme ad un nuovo splitter e prese d'aria ricavati sui parafanghi posteriori.
Nel 1986 la 930 ritornò nei mercati giapponese e statunitense con un motore modificato avente una potenza di 282 CV a 5500 giri/min e 377 Nm di coppia a 4000 giri/min. Nello stesso anno, Porsche introdusse le varianti targa e cabriolet.

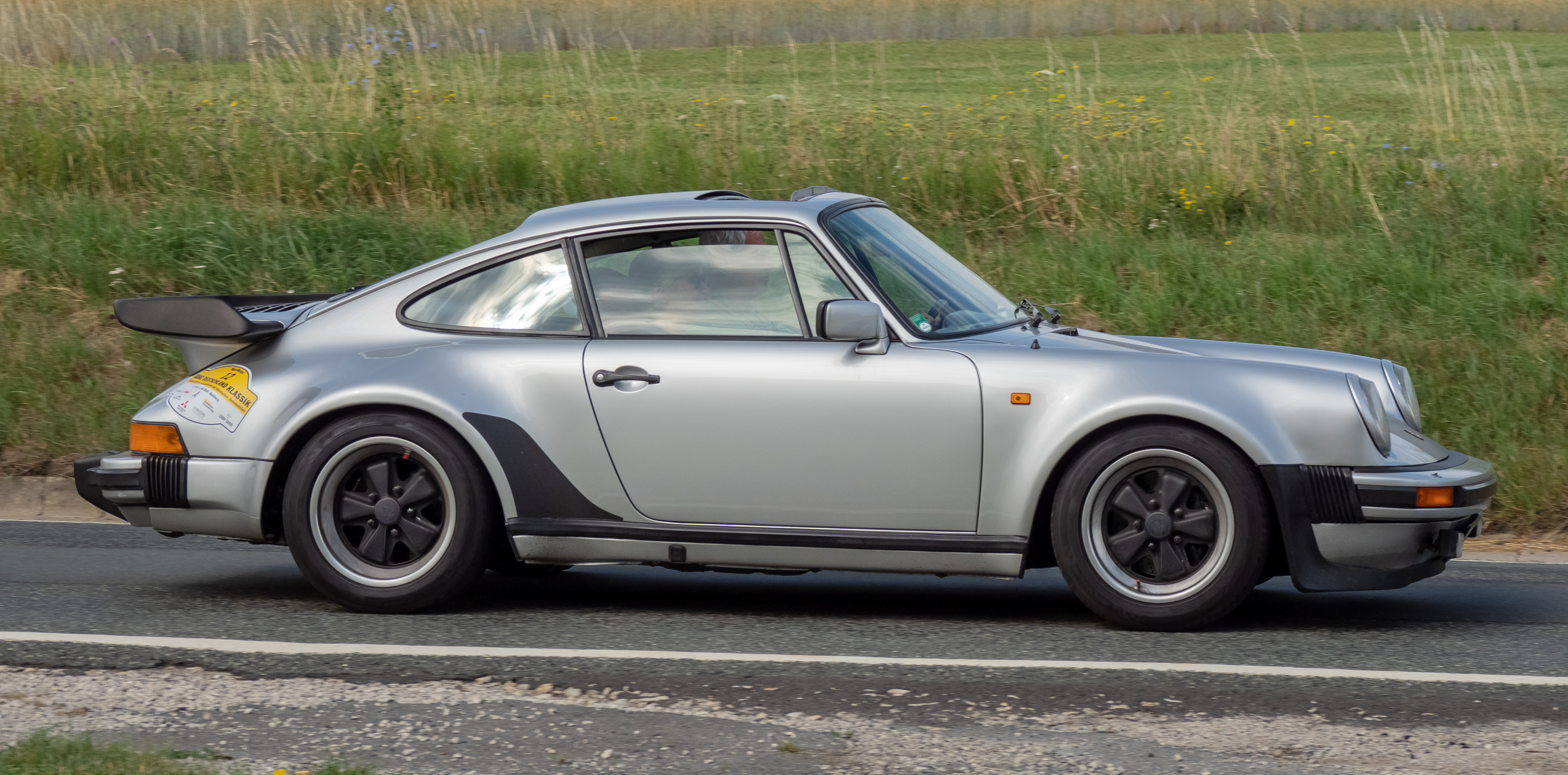
Vista laterale

Però poco prima del pensionamento, nel 1988 fu introdotto una ultima evoluzione della 930, dotata di un nuovo cambio manuale a cinque marce Getrag G50. Grazie alla nuova trasmissione e alla presenza della quinta marcia, vi fu un miglioramento delle prestazioni, con lo scatto nello 0 a 100 chilometri orari che scese di due decimi, passando dai 5,4 secondi della quattro marce ai 5,2. Inoltre la presenza della quinta fa sì che si riducano anche i consumi di carburante, passando da 7,0 a 6,5 km/l; di questo allestimento vennero costruiti 857 esemplari.
Porsche interruppe la produzione della 930 alla fine del 1989, venendo sostituita dalla 964 Turbo.

## 930S Flatnose/Flachbau
Già nel 1981 la Kremer Racing offriva dei kit di conversione per le 930 che erano costituiti da una nuova parte anteriore, che riprendesse le fattezze dell'auto da corsa Porsche 935. Nel 1982 il proprietario della TAG Heuer, Mansour Ojjeh, commissionò a Porsche lo sviluppo di una versione omologata per uso stradale della 935. La vettura finale fu sviluppata utilizzando la scocca della 930, adattandovi i pannelli della carrozzeria della 935. Questo esemplare unico aveva anche le sospensioni e i freni condivisi con la 935. Altre caratteristiche dell'auto erano una vernice speciale rossa, ruote BBS e l'uso del motore turbo da 3,3 litri della 934. L'auto si rivelò molto popolare tra gli acquirenti e nel 1986 Porsche produsse attraverso un programma su ordinazione, alcuni esemplari della 930 con la parte anteriore in stile 935, con la sostituzione dei classici doppi fari fissi tondi con dei fari a scomparsa.

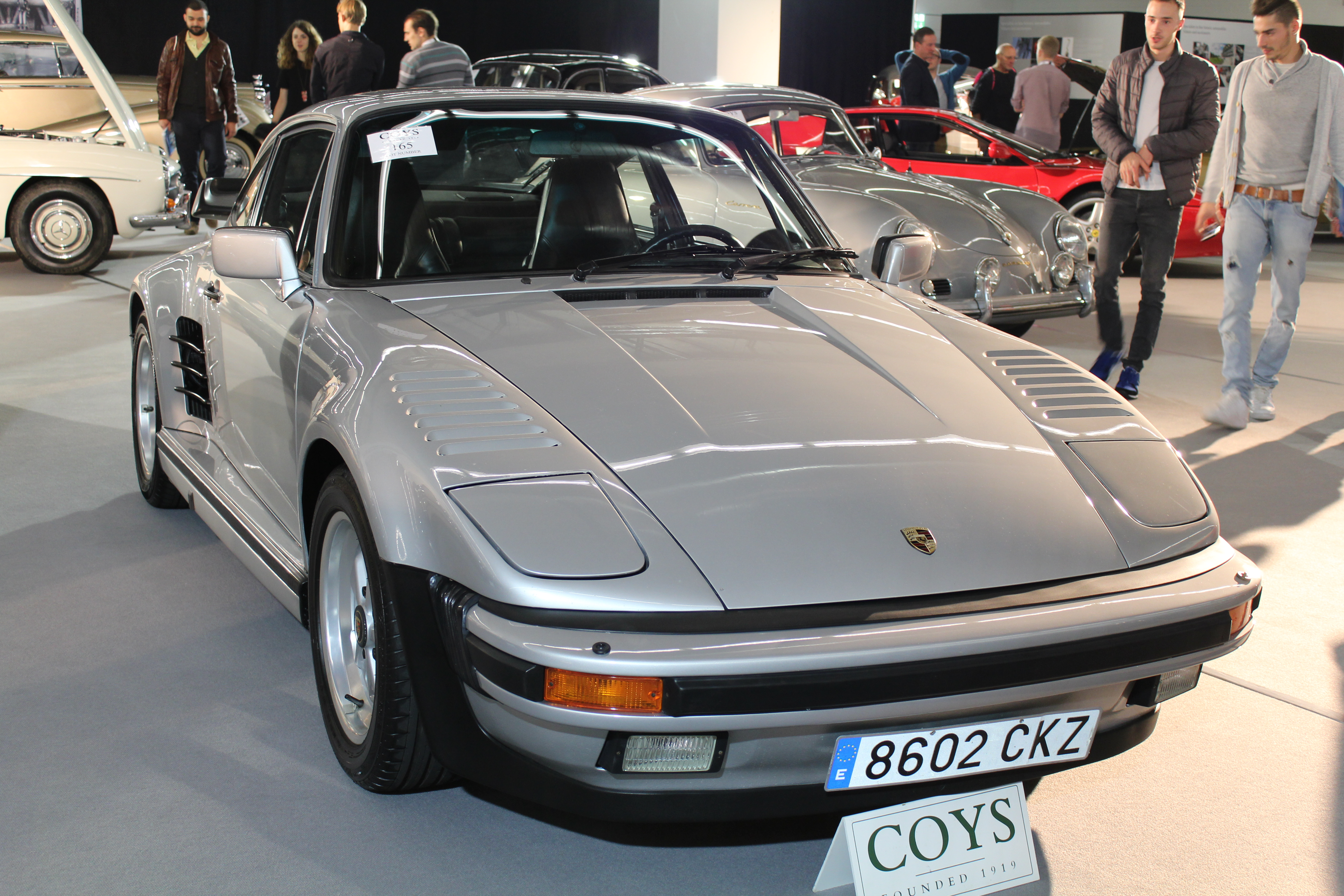
Porsche 930 Turbo Flatnose

Denominata Flatnose o Flachbau, in totale furono costruite circa 948 unità, di cui 160 importate negli Stati Uniti. Le unità Flachbau europee presentavano un kit prestazionale chiamato WLS, che incrementava la potenza a 330 CV. Il muso piatto contribuì notevolmente al miglioramento dell'aerodinamica della vettura, che accelerava da 0 a 97 km/h in 4,85 secondi e raggiungeva una velocità massima di 278 km/h.